# Tempelbezirk von Mahabalipuram
Tempelbezirk von Mahabalipuram ist eine von der UNESCO gelistete Stätte des Weltkulturerbes in Indien. Die Welterbestätte umfasst unterschiedliche Bau- und Kunstwerke aus der Pallava-Zeit in Mamallapuram (Mahabalipuram) im Bundesstaat Tamil Nadu in Südostindien.

## Hintergrund
Das Reich der Pallava war während seiner Blütezeit im 7. bis 9. Jahrhundert ein bedeutendes Reich in Südindien. Seine Hauptstadt war Kanchipuram, seine wichtigste Hafenstadt Mamallapuram, auch Mahabalipuram genannt. Beide Städte bildeten auch wichtige Zentren der Pallava-Architektur, die einen der Ausgangspunkte des späteren Dravida-Stils in der indischen Tempelarchitektur bildete.
Alle erhaltenen Beispiele der Pallava-Architektur sind Sakralbauten; Palast- oder Wohnbauten aus Stein sind nicht erhalten. Das lässt darauf schließen, dass diese Bauten nicht aus Stein, sondern aus Holz oder Lehm errichtet wurden. Die Sakralbauten von Mahabalipuram zählen gemeinsam mit denen von Kanchipuram zu den ältesten erhaltenen Steinmonumenten Südindiens.

## Eintragung
Tempelbezirk von Mahabalipuram wurde 1985 aufgrund eines Beschlusses der 9. Sitzung des Welterbekomitees in die Liste des UNESCO-Welterbes eingetragen.
Die Eintragung erfolgte aufgrund der Kriterien (i), (ii), (iii) und (vi).
- (i): Das Flachrelief „Herabkunft der Ganga“ ist wie dasjenige von der Insel Elephanta eine einzigartige künstlerische Errungenschaft.
- (ii): Der Einfluss der Skulpturen von Mahabalipuram, die durch die Weichheit und Geschmeidigkeit ihrer Modellierung gekennzeichnet sind, reichte weit (Kambodscha, Annam, Java).
- (iii): Mahabalipuram ist vor allem ein Zeugnis der Pallava-Zivilisation von Südost-Indien.
- (vi): Das Heiligtum ist eines der Hauptzentren des Shiva-Kults.

## Umfang
Die Welterbestätte umfasst mehrere Einzelobjekte, die auch vom Archaeological Survey of India als Denkmäler geführt werden. Sie lassen sich in folgende Gruppen einteilen:

### Felsentempel
Mandapa ist in der indischen Architektur die Bezeichnung für eine seitlich offene Säulenhalle. In Mahabalipuram wird der Begriff oft für den gesamten Felsentempel verwendet; dessen Wände oft mit Figurenreliefs versehen sind.
Zum Welterbe gehören:
- Dharmaraja-Tempel (Lage)
- Koneri-Tempel (Lage), fünfzelliger Shiva-Tempel
- Kotikal-Tempel (Lage)
- Krishna-Tempel (Lage)
- Mahishasuramardini-Tempel (Lage)
- Olakkannesvara-Tempel (Lage)
- Panchapandava-Tempel (Lage)
- Ramanuja-Tempel
- Trimurti-Tempel (Lage)
- Varaha-Tempel (Lage)
- Tiger-Cave-Tempel (Lage)

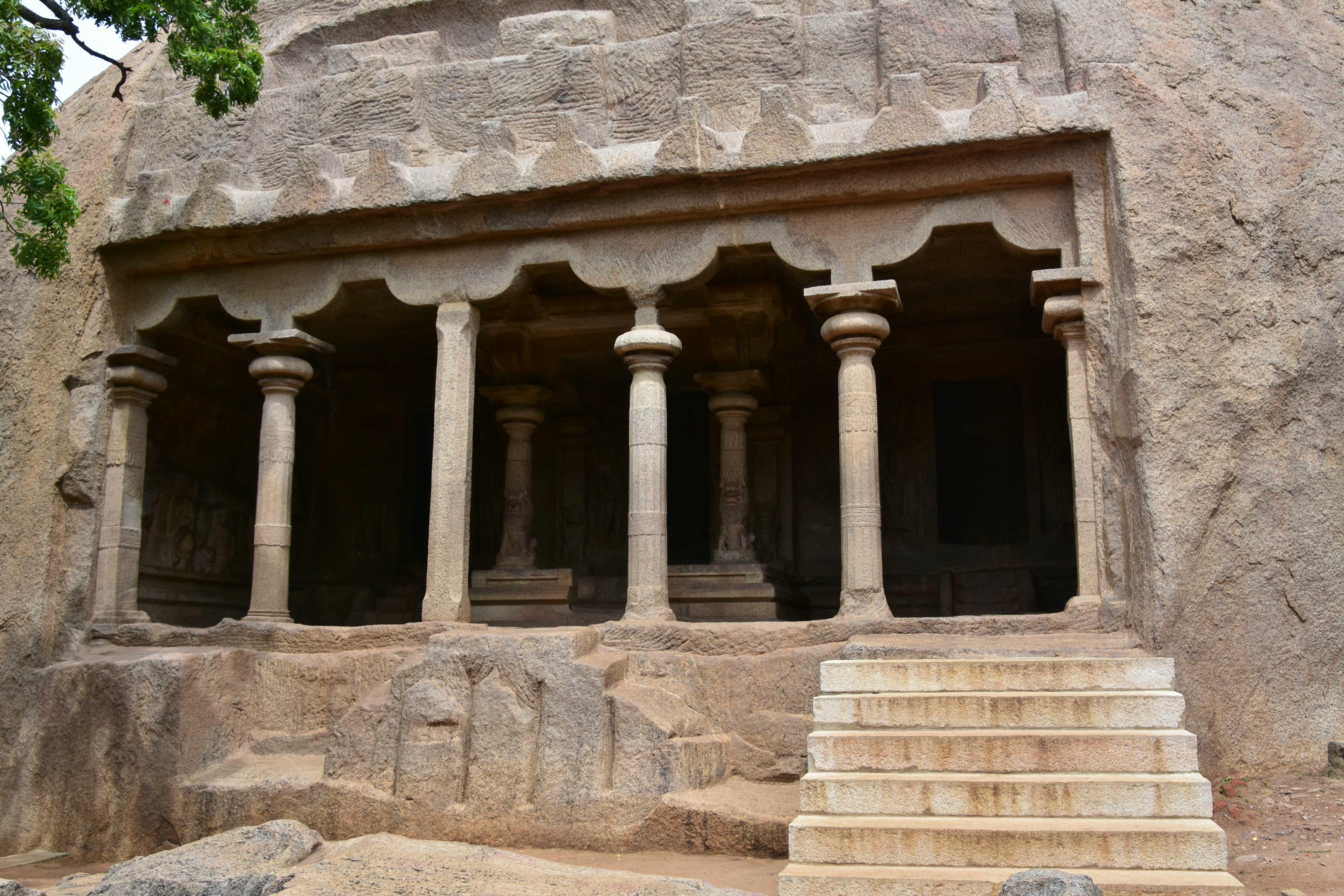
Mahishasuramardini-Mandapa
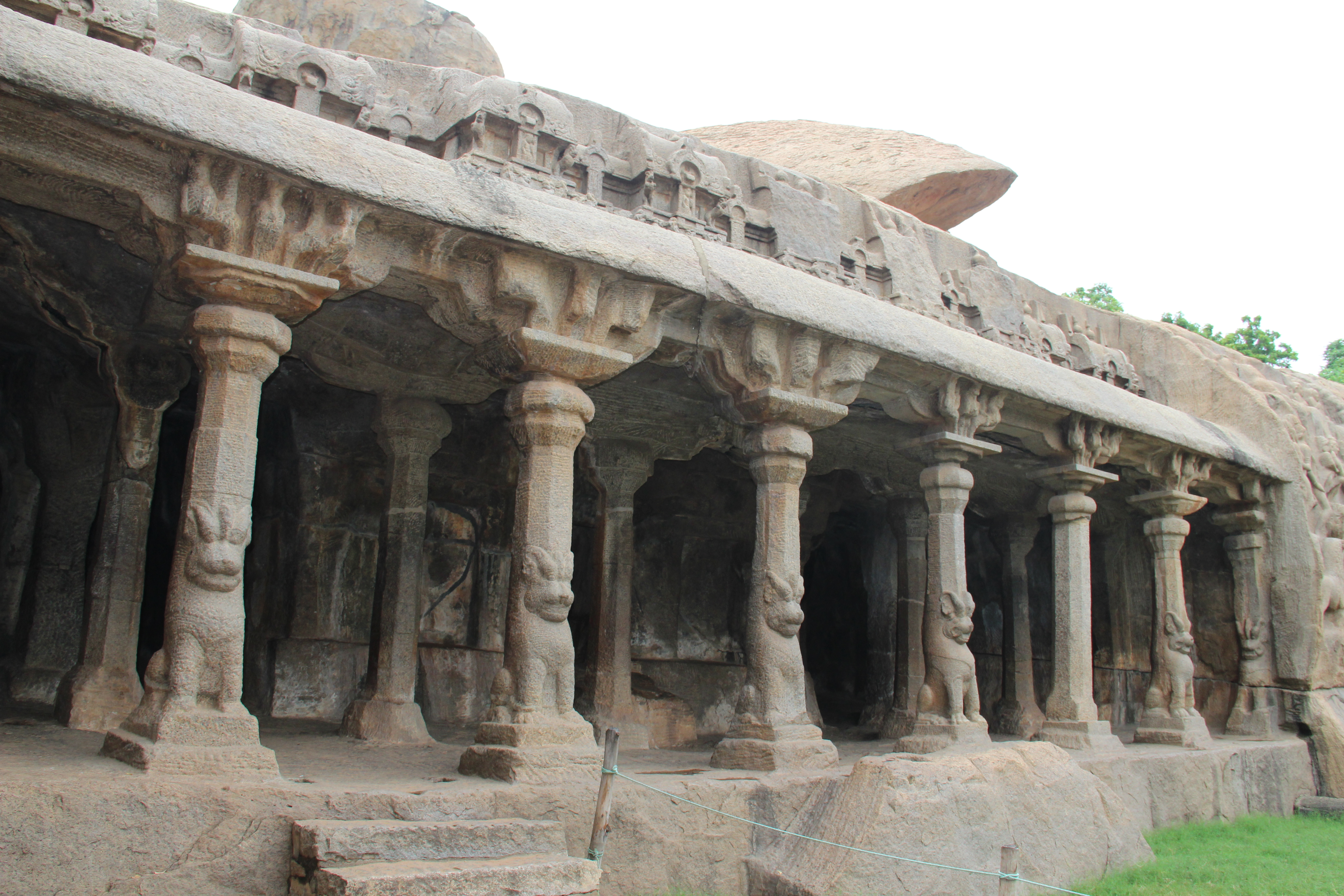
Panchapandava-Mandapa
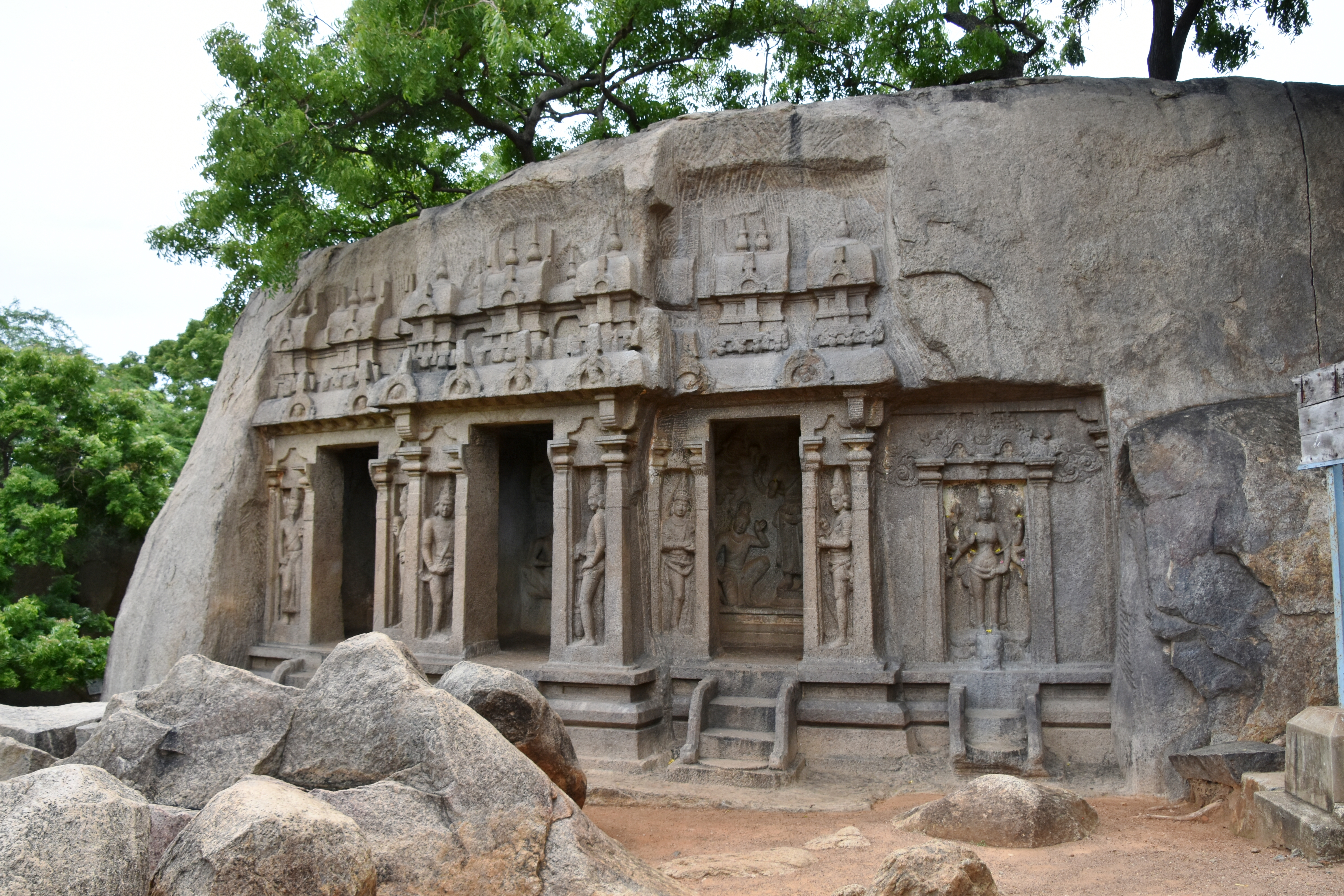
Trimurti-Tempel
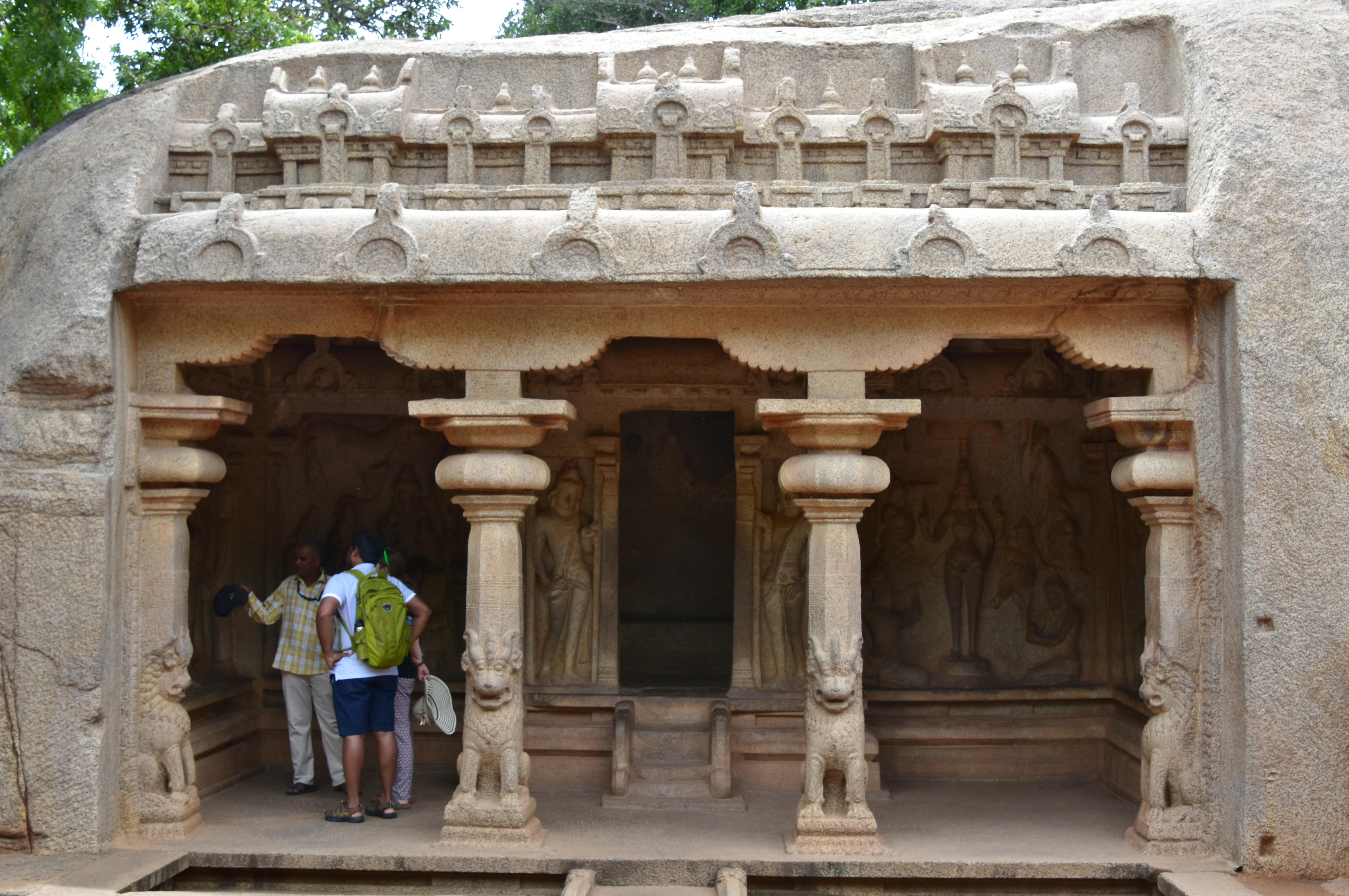
Varaha-Mandapa

### Freibautempel
Freibautempel sind aus geschnittenen Steinen gemauerte Bauwerke.
Zum Welterbe gehören:
- Küstentempel (Lage)
- Mukunda-Nayanar-Tempel (Lage)
- Olakkanesvara-Tempel (Lage), auch als "Alter Leuchtturm" bezeichnet, auf dem Felsen oberhalb des Mahishasuramardini-Mandapa gebaut, von den Engländern als Leuchtturm genutzt

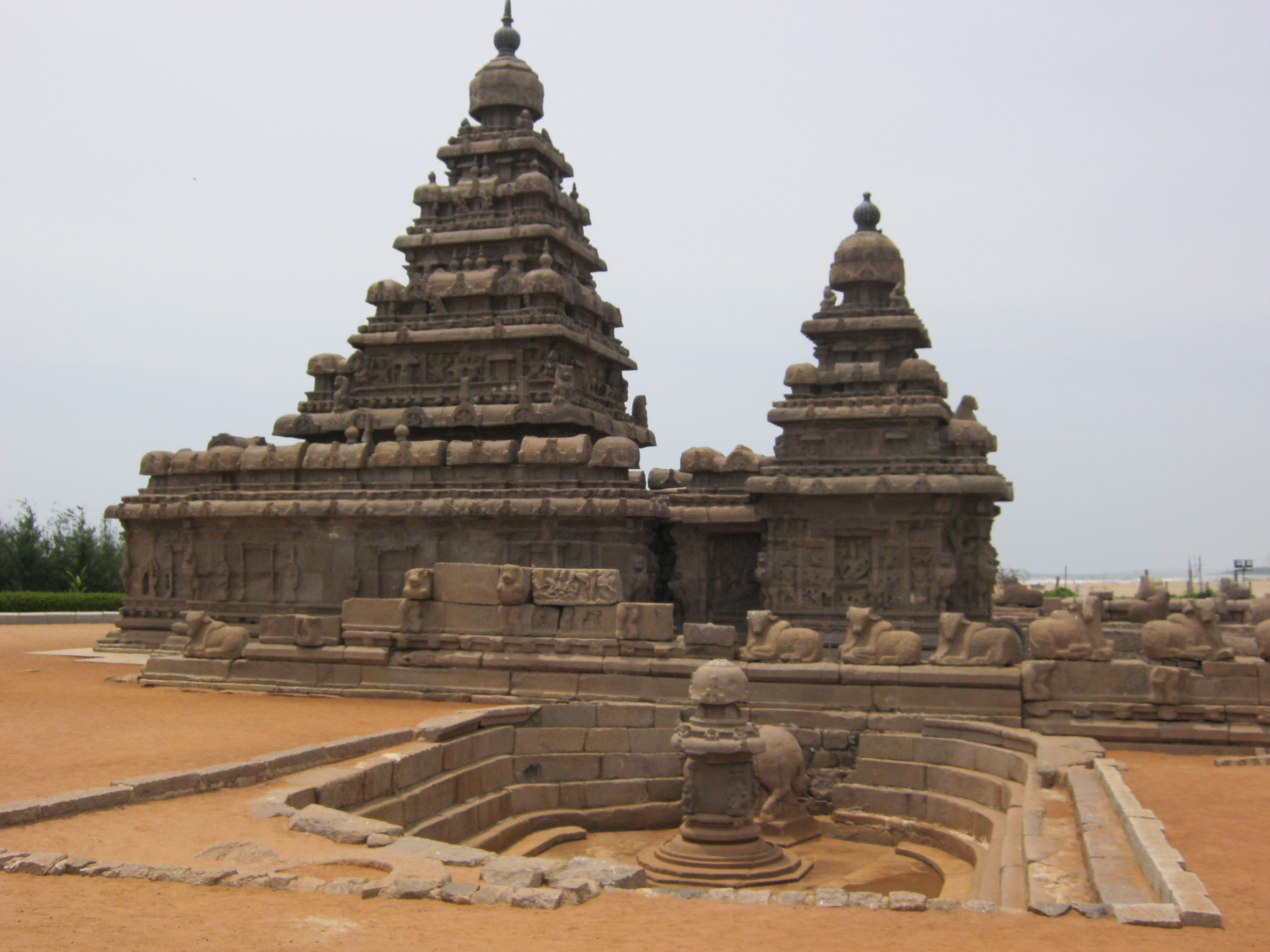
Küstentempel
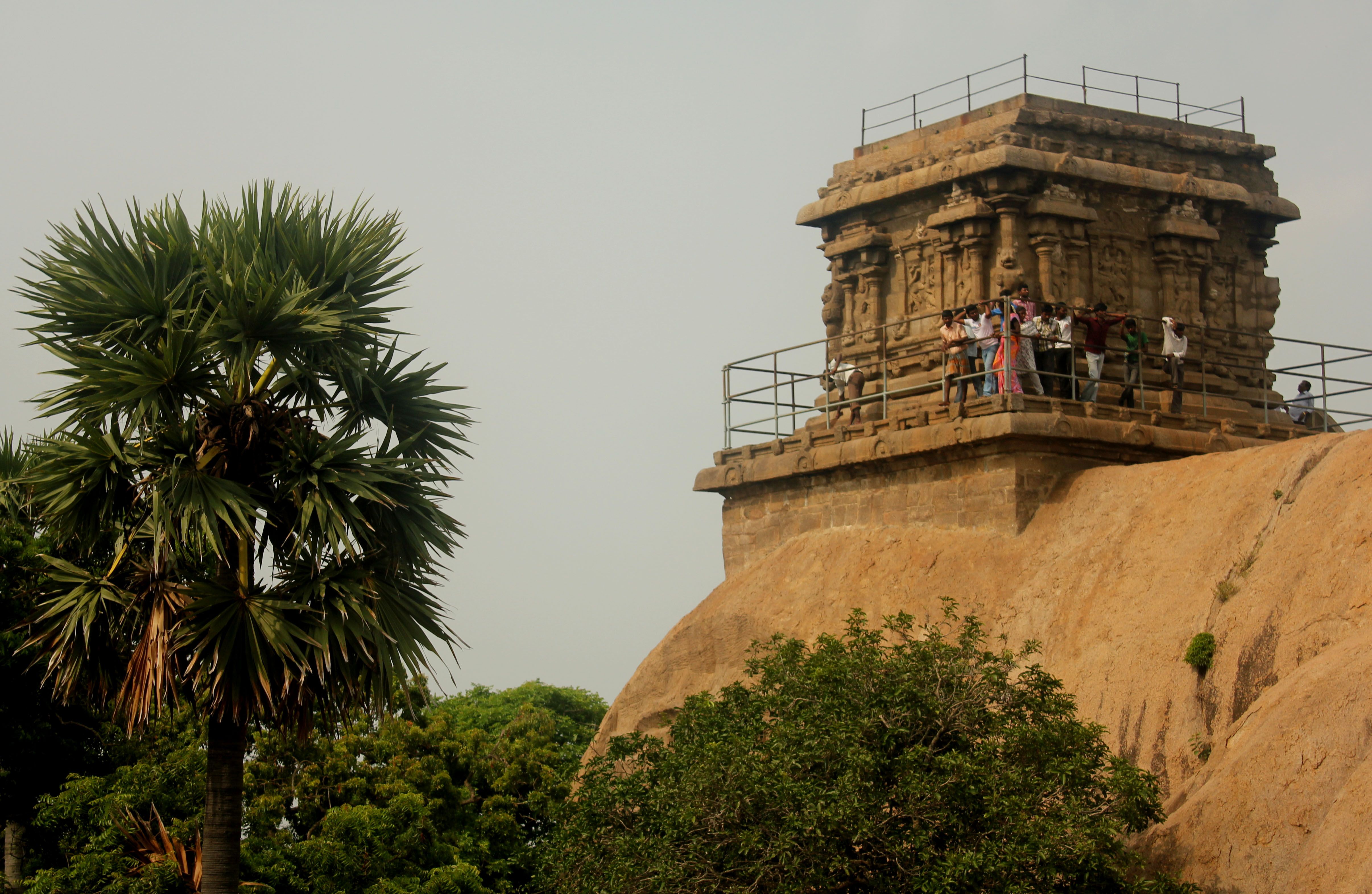
Olakkanesvara-Tempel

### Rathas
Ratha ist die Bezeichnung für den indischen Tempelwagen. In übertragener Bedeutung werden so kleine monolithische Scheintempelchen in Mahabalipuram bezeichnet, die aus einzelnen aus dem Sand herausragenden Blöcken aus Diorit herausgearbeitet wurden. Sie stellen sozusagen Steinerne Rathas ohne Räder dar. Von außen wirken sie wie freistehende Einzelbauwerke, die meisten haben jedoch keinen Innenraum.
Zum Welterbe gehören:
- die als Fünf Rathas bekannten Tempelchen, darunter die vier wie Prozessionswagen in einer Reihe stehenden
  - Draupadi-Ratha (Lage),
  - Arjuna-Ratha (Lage),
  - Bhima-Ratha (Lage),
  - Dharmaraja-Ratha (Lage)

und der neben dieser Reihe stehende
  - Nakula-Sahadeva-Ratha (Lage),
- Ganesha-Ratha (Lage),
- Pidari-Rathas (Lage), zwei nebeneinanderstehende unvollendete Rathas,
- Valian-Kuttai-Ratha (Lage).

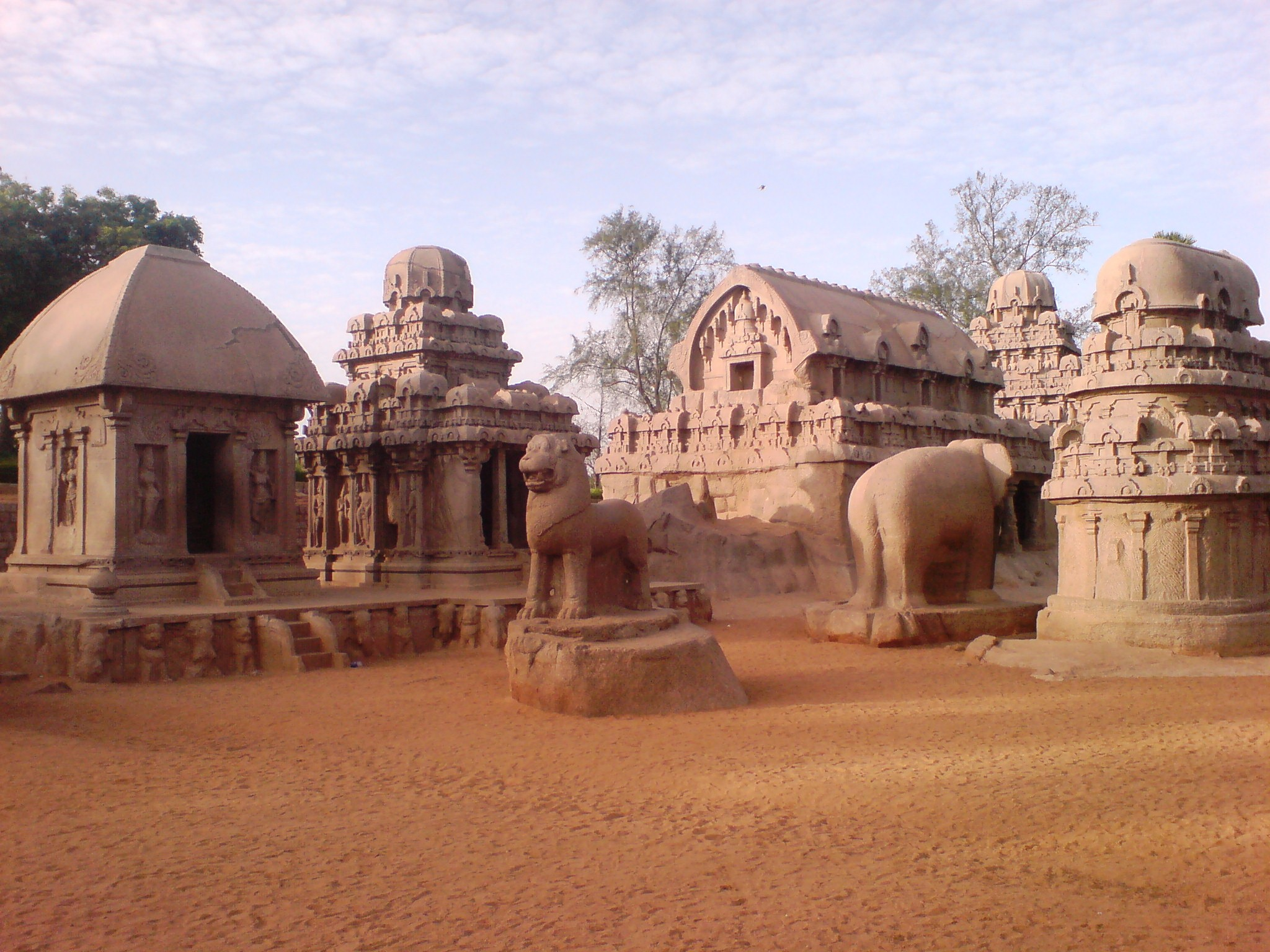
Fünf Rathas
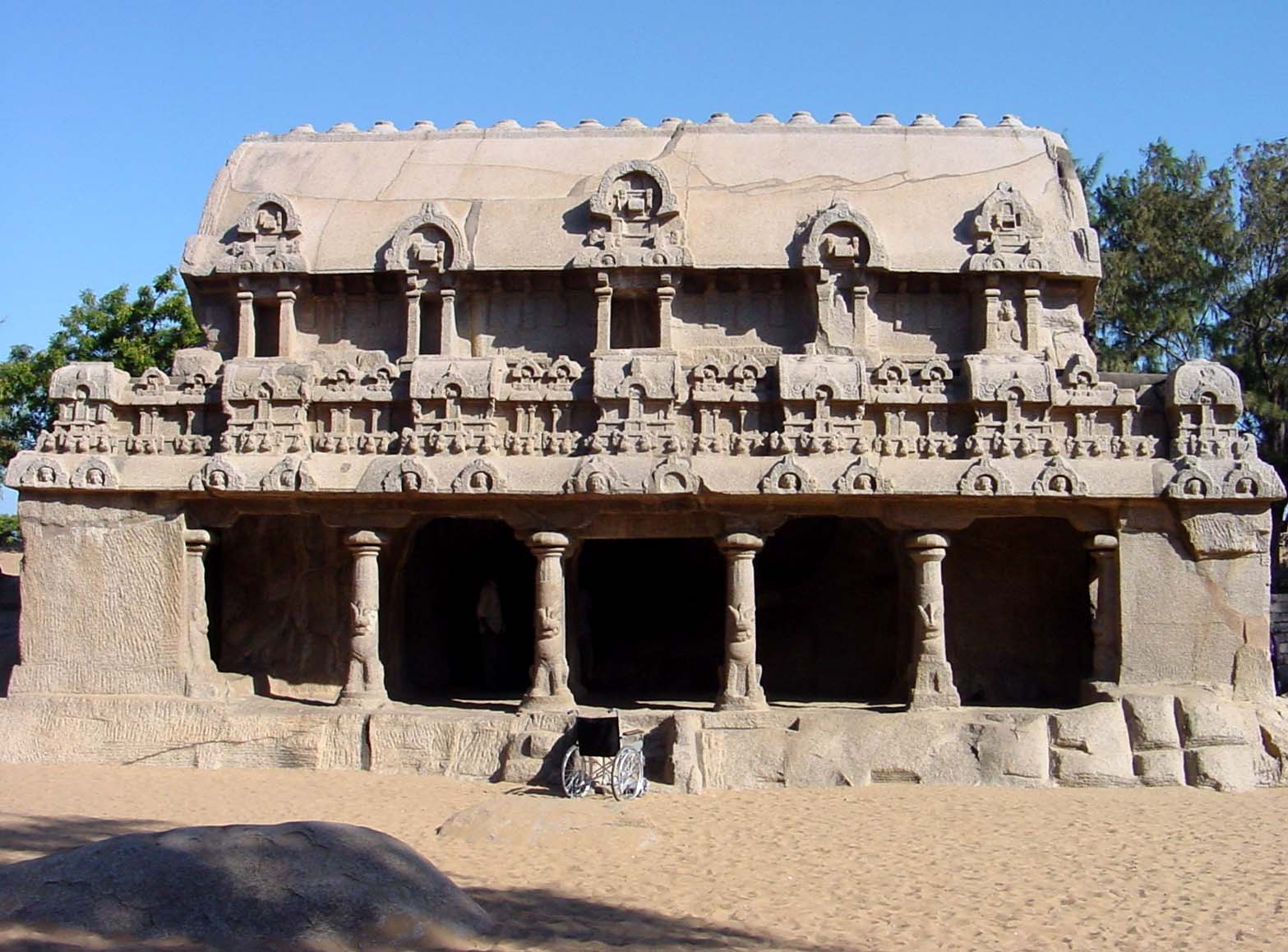
Bhima-Ratha
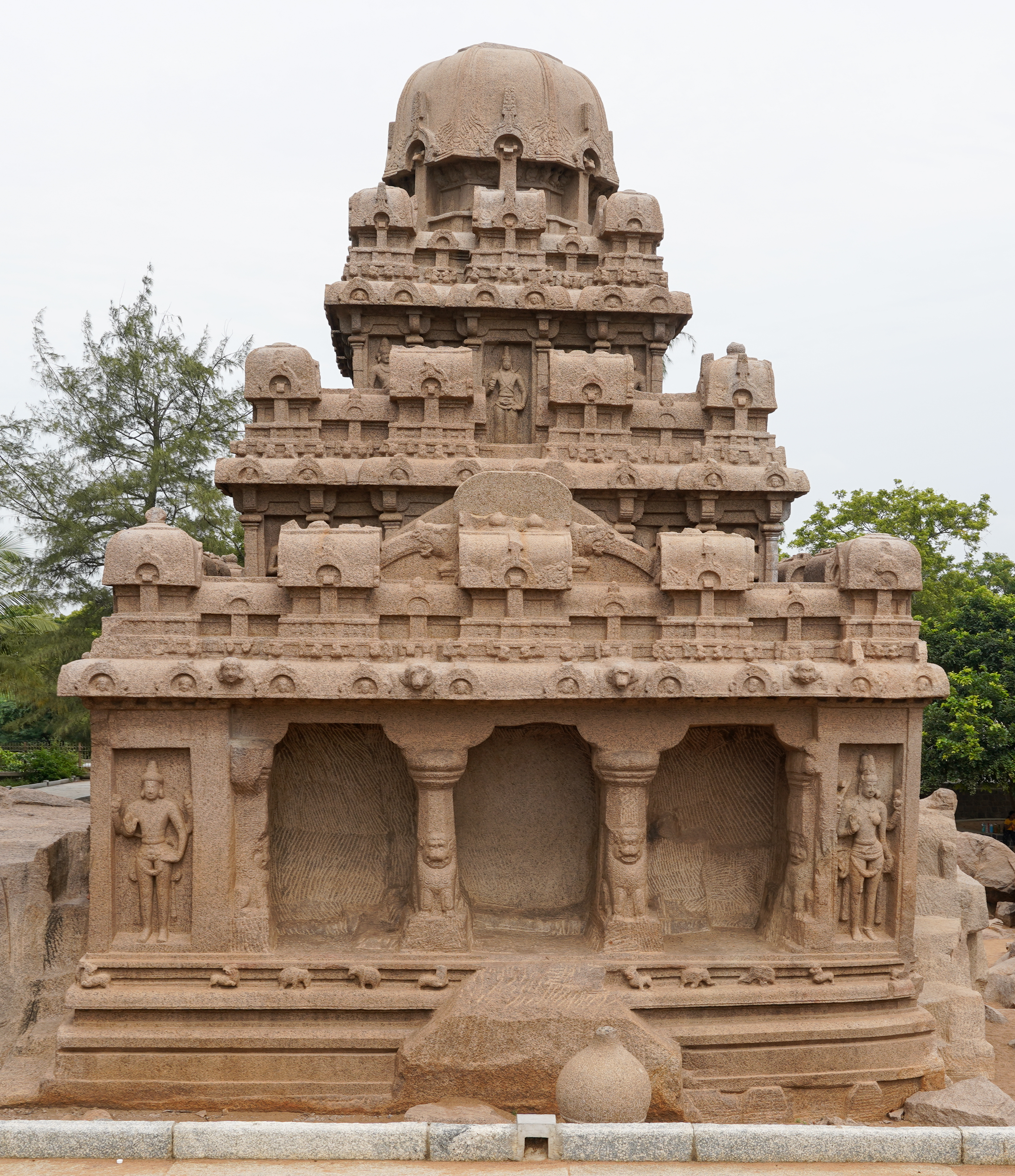
Dharmaraja-Ratha
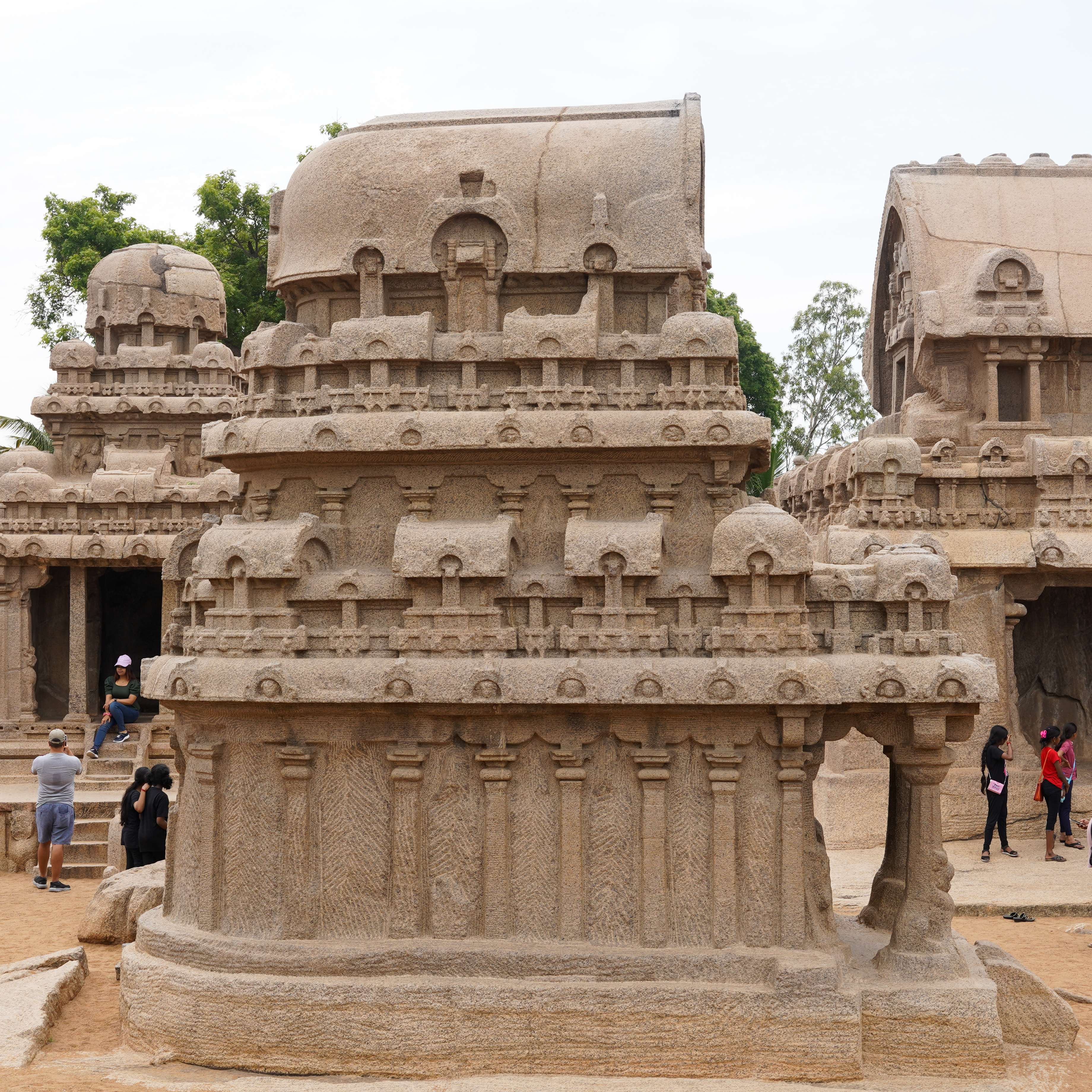
Nakula-Sahadeva-Ratha
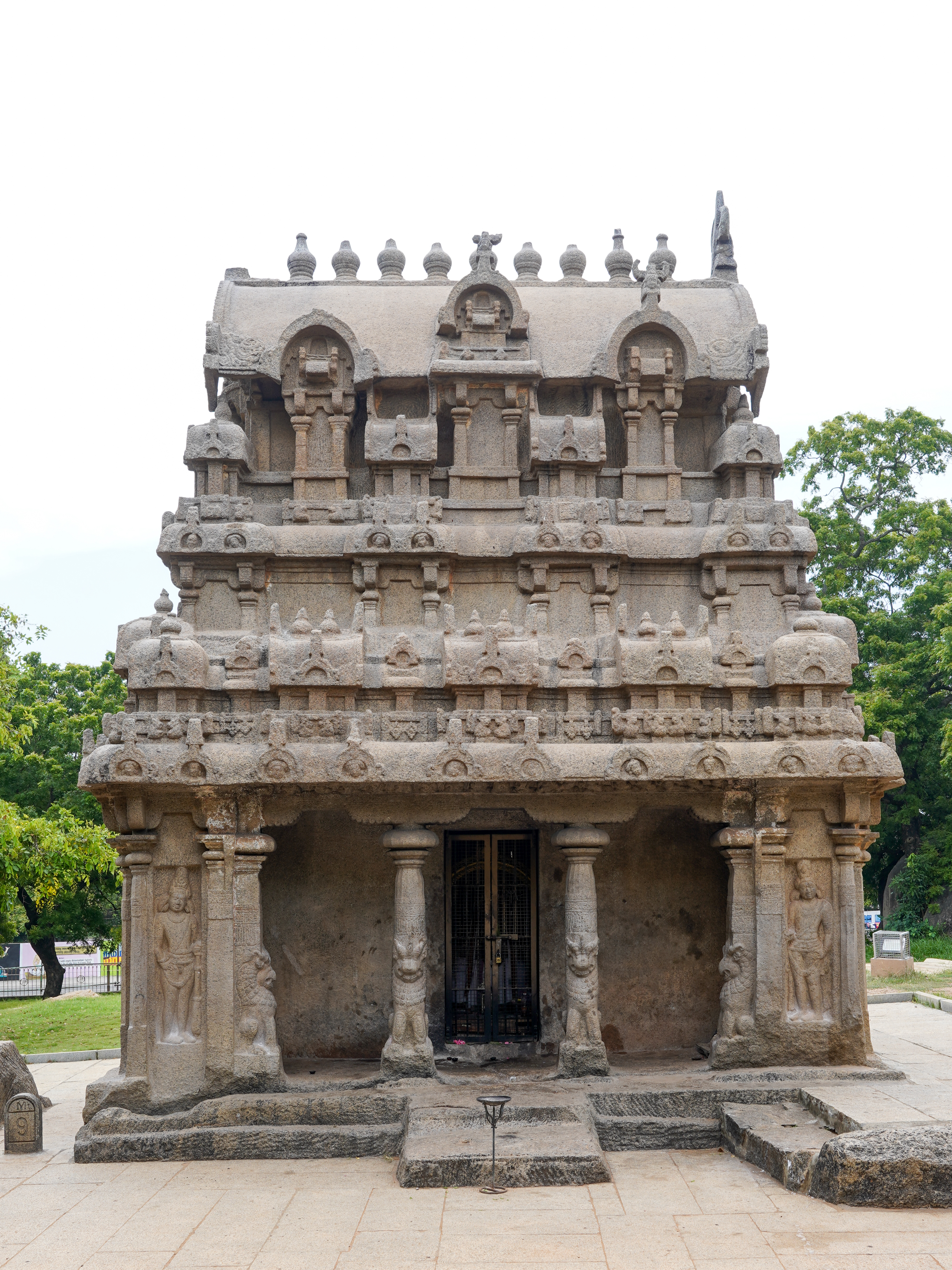
Ganesha-Ratha
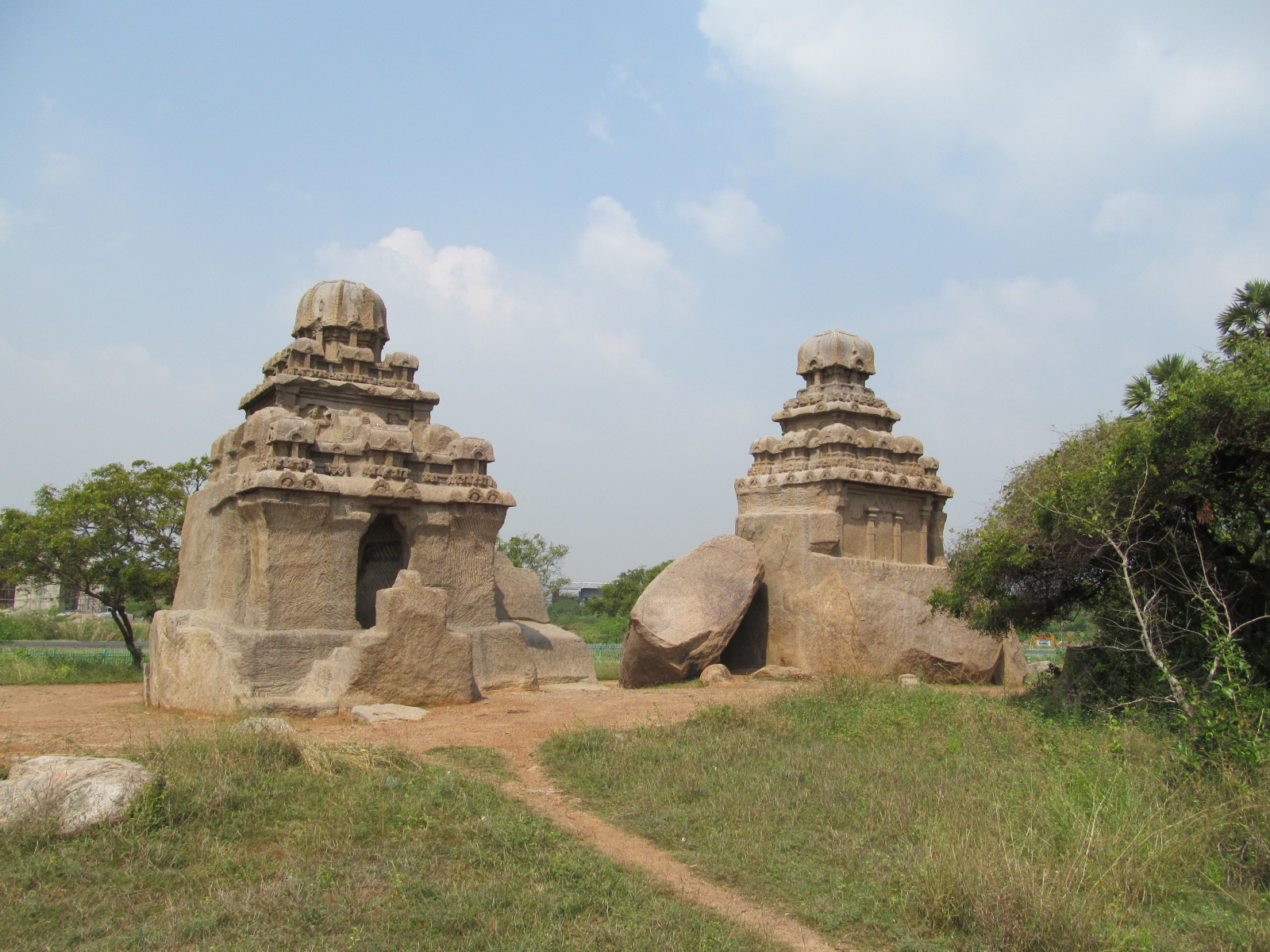
Pidari-Rathas

### Felskunst
Zur Felskunst in Mahabalipuram zählen Felsreliefs, d. h. aus „gewachsenem“ Fels herausgearbeitete Reliefabbildungen, und aus einzelnen Felsblöcken herausgearbeitete Skulpturen.
Zum Welterbe gehören:
- Herabkunft der Ganga (Lage), auch Buße des Arjuna genannt, mit 12 m Höhe und 33 m Breite eines der größten Felsreliefs der Welt.
- unvollendetes Felsrelief ähnlich der Herabkunft der Ganga
- Gruppe von Elefanten
- Tierfiguren bei den Fünf Rathas (Lage)
- geschnitzter Stein (Tiger Rock, Lage) südlich des Küstentempels
- Mahishasura Rock (Lage) nördlich des Küstentempels im Meer

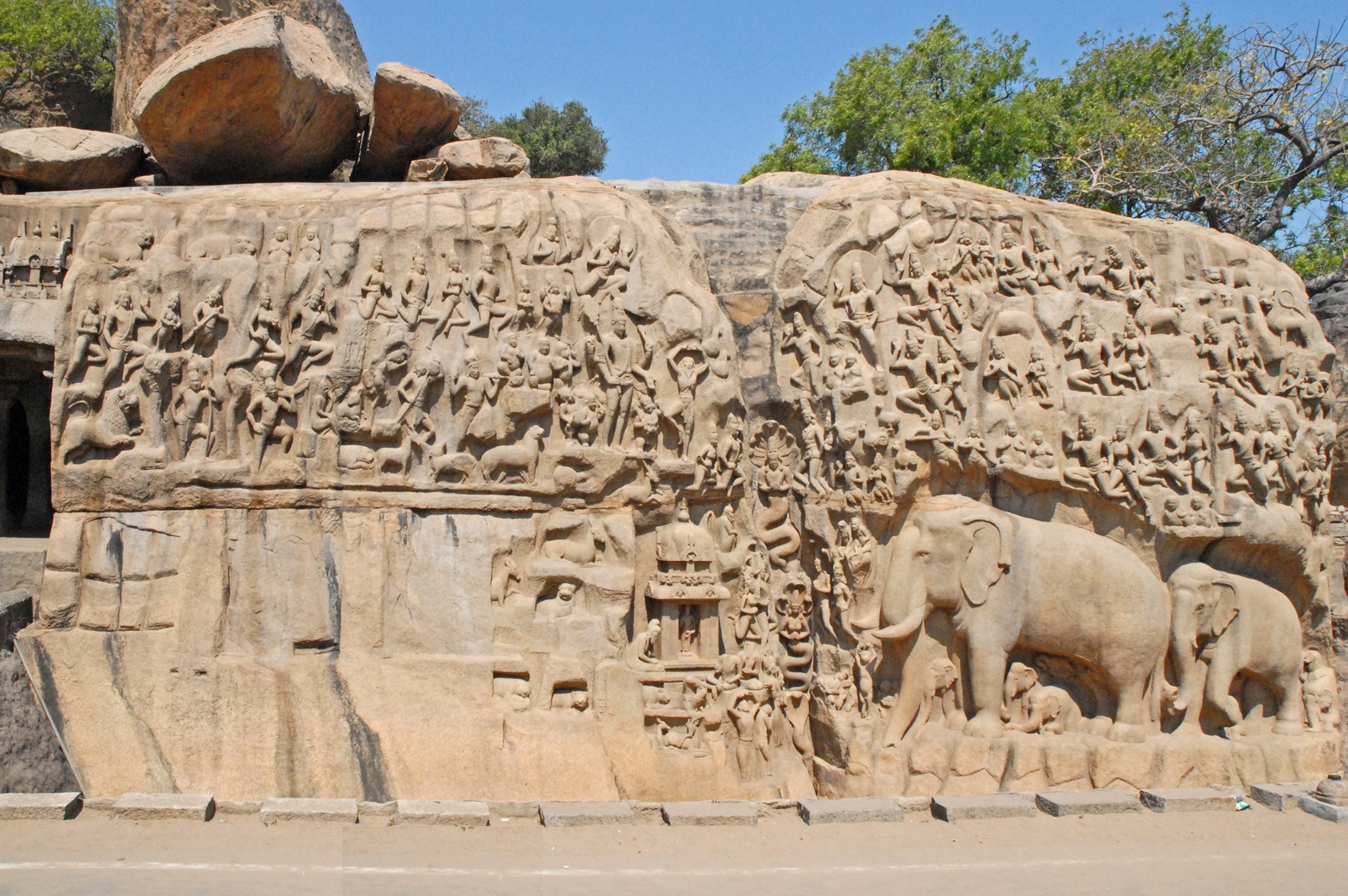
Herabkunft der Ganga
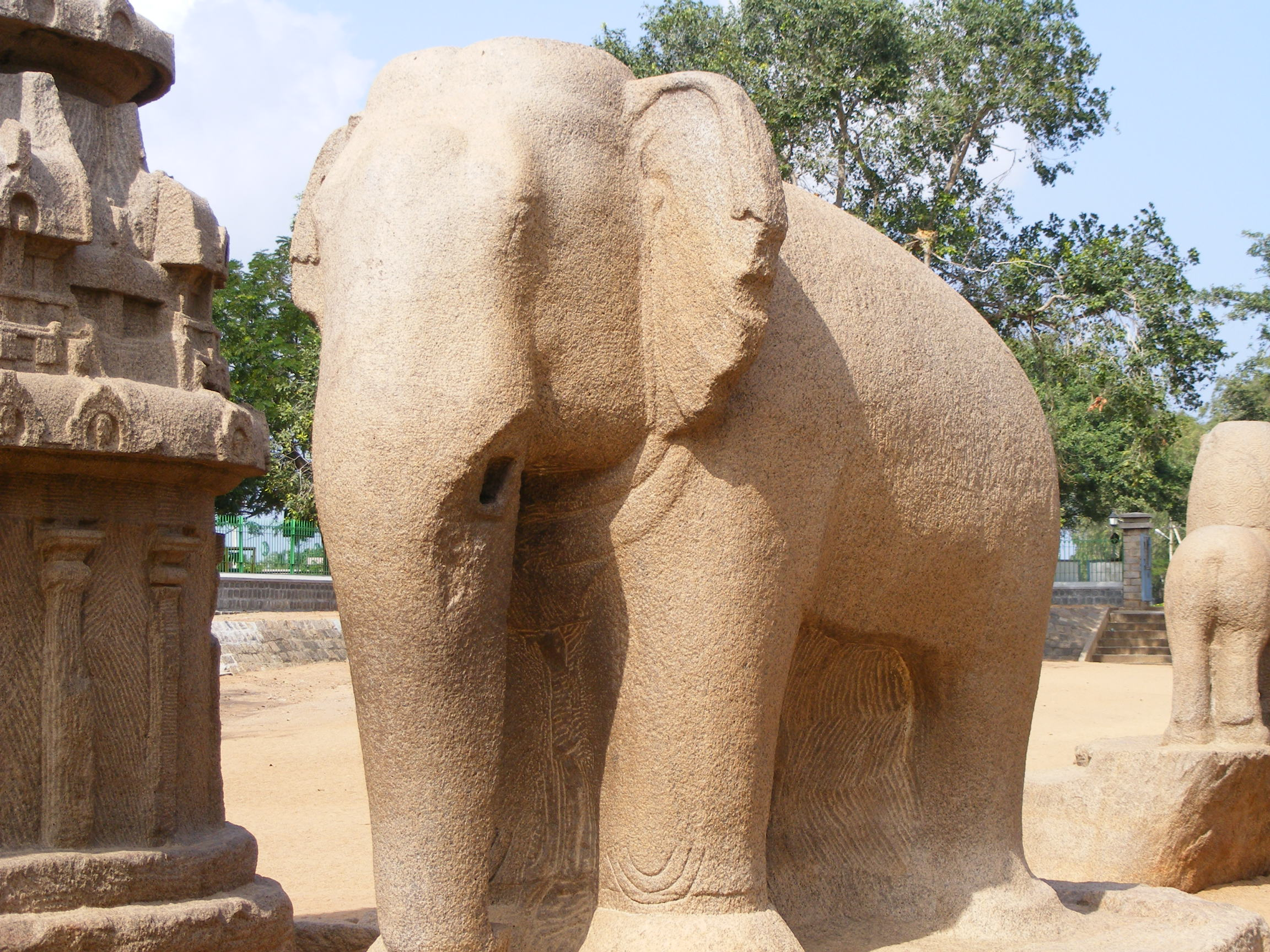
Elefantenfigur bei den Fünf Rathas